# Totó Procura Casa
Totó Procura Casa  (em italiano:  Totò cerca casa) é um filme italiano de 1950, dirigido por Steno e Mario Monicelli.

## Sinopse
Beniamino Lomacchio é um funcionário público, com mulher e dois filhos, que perdeu a casa depois de um bombardeamento durante a Segunda Guerra Mundial, e resolveu mudar-se para uma sala de aulas de uma escola. Tudo vai bem até que o município decide reabrir a escola. Lomacchio começa uma busca frenética para encontrar nova casa, que o levará a viver numa casa num cemitério. Mas o medo leva-o a abandonar essa casa, quando consegue um apartamento de luxo... que um agente imobiliário alugou a vários inquilinos.

## Elenco
- Totò: Beniamino Lomacchio